# Fantafestival
Fantafestival (en italiano: Mostra Internazionale del Film di Fantascienza e del Fantastico) es un festival de cine dedicado a las producciones cinematográficas de los géneros ciencia ficción, fantasía y terror. El evento se celebra anualmente en Italia desde 1981.
Fantafestival tiene lugar cada año en los primeros días del verano en Roma. En los últimos años, manteniendo su sede central en Roma, se han realizado algunas ediciones en diferentes ciudades italianas como Milán, Nápoles, Génova, Verona, Parma, Rávena y Cagliari.

## Historia

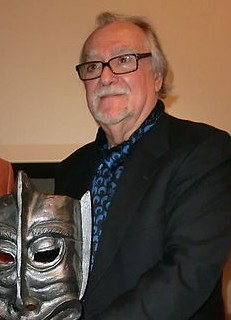
El cineasta italiano Lamberto Bava ha sido invitado de honor en el festival.

El festival fue fundado en 1981 por Alberto Ravaglioli y apoyado entre 1983 y 2015 por Adriano Pintaldi. Desde 2019, el festival es dirigido por Michele De Angelis y Simone Starace. Desde hace más de 30 años, Fantafestival es uno de los principales eventos italianos especializados en películas fantásticas y uno de los eventos internacionales más importantes de este tipo.
Ha presentado y lanzado en Italia a muchos cineastas que más tarde se convirtieron en iconos del cine fantástico. La lista de invitados de honor incluye a grandes nombres del género, como los actores Vincent Price, Christopher Lee, Peter Cushing, John Carradine, Rutger Hauer y Robert Englund; directores y productores como Roger Corman, Freddie Francis, George A. Romero, Alejandro Jodorowsky, Sam Raimi, Peter Jackson y los italianos Lucio Fulci, Riccardo Freda, Dario Argento y Lamberto Bava.

## Premios
A lo largo de la historia del festival se han entregado, entre otros, los siguientes premios:
- Murciélago dorado a la mejor película
- Murciélago dorado al mejor cortometraje
- Premio Mario Bava a la mejor película
- Premio Mario Bava al mejor cortometraje
- Premio de la audiencia
- Premio al mejor director
- Premio al mejor actor